# Edmund Clarence Stedman
Edmund Clarence Stedman (Hartford, 8 ottobre 1833 – New York, 18 gennaio 1908) è stato un poeta, critico letterario e banchiere statunitense, i cui scritti furono molto popolari negli Stati Uniti alla fine del XIX secolo.

## Biografia
Stedman frequentò l'università di Yale, ma non completò gli studi perché fu espulso dopo un biennio. Si recò a New York dove divenne giornalista per i quotidiani Tribune e World; per quest'ultimo fu inviato nelle zone di operazione durante la Guerra di secessione americana. Divenne successivamente proprietario di giornale e un agente di cambio; tuttavia non interruppe mai l'attività letteraria.
Esordì in letteratura nel 1959 con un poemetto satirico di 218 versi ("The Diamond Wedding", Le nozze di diamante), a cui seguirono alcune raccolte di versi (Poems, Lyrical and Idyllic, Poesie liriche e idilli) che attualmente tuttavia sono giudicate di valore modesto. Molto più importante appare l'attività di critico letterario, se non altro perché Stedman contribuì a divulgare la conoscenza dei poeti americani contemporanei (Victorian poets, Poets of America). Fu infine curatore dell'opera di Edgar Allan Poe e di Walter Savage Landor.

## Scritti (selezione)

### Composizioni poetiche
- The Diamond Wedding, 1859
- Poems, Lyrical and Idyllic, 1860
- Alice of Monmouth: an Idyl of the Great War, 1864
- The Blameless Prince, 1869

### Critica
- Victorian poets (1875)
- Poets of America, Boston ; New York : Houghton Mifflin, 1885; London : Chatto and Windus, 1885
- A library of American literature from the earliest settlement to the present time, New York : Benjamin, 1894
- Works of Edgar Allan Poe (dieci volumi, 1895)
- An american anthology : 1787-1900 : selections illustrating the editor's critical review of american poetry in the nineteenth century, edited by Edmund Clarence Stedman, Boston ; New York : Houghon, Mifflin and C., 1901
- Genius and other essays, Port Washington, N.Y. : Kennikat Press, 1966
- Foundations of literary theory : the Nineteenth Century, 2. The nature and elements of poetry; with a new introducion by John Valdimir Price, London : Routledge/Thoemmes press, 1995